# Hallock Township (Illinois)
Hallock Township est un township du comté de Peoria dans l'Illinois, aux États-Unis,.

## Source de la traduction
- (en) Cet article est partiellement ou en totalité issu de l’article de Wikipédia en anglais intitulé « Hallock Township, Peoria County, Illinois » (voir la liste des auteurs).